# Ликаон
Ликаон (др.-греч. Λῠκάων) — персонаж древнегреческой мифологии, один из первых царей Аркадии. Согласно античным текстам, был отцом множества сыновей. Зевс поразил Ликаона молнией или превратил в волка из-за трапезы, во время которой на стол было подано человеческое мясо.

## В мифологии
Ликаон был сыном Пеласга, первого царя Аркадии, либо сыном Геи, либо сыном Зевса и Ниобы, внуком Форонея. Матерью Ликаона была океанида Мелибея или (по альтернативной версии) Деянира, дочь старшего Ликаона. После смерти отца Ликаон стал царём Аркадии (в те времена эта страна ещё называлась Пеласгия). Он основал город Ликосура на горе Ликей (по некоторым данным, древнейший город Эллады), учредил культ Зевса Ликейского и праздник Ликейи; построил храм Гермеса на вершине горы Киллена, где родился этот бог. По данным Дионисия Галикарнасского, Ликаон разделил всё своё царство на уделы (клеры) между двадцатью двумя сыновьями. Впрочем, согласно другим источникам, у него было пятьдесят сыновей.
Ликаон вызвал гнев Зевса и был поражён его молнией либо превращён в волка. По данным Павсания, это произошло из-за того, что царь принёс в жертву богу младенца. Псевдо-Аполлодор пишет, что Зевс прослышал про нечестивость сыновей Ликаона и решил лично выяснить, соответствуют ли слухи действительности, а для этого пришёл к царю, притворившись простым путником. Тот, в свою очередь, заподозрил, что его гость — один из богов, и устроил проверку: подал Зевсу в качестве угощения мясо своего сына или внука Аркада (согласно Овидию, это был заложник из племени молоссов). Зевс, разгневавшись, перевернул стол. После этого он поразил молнией Ликаона и всех его сыновей, кроме самого младшего — Никтима. По другой версии, молнией были убиты только царевичи, а Ликаон был превращён в волка; на месте нечестивой трапезы Аркад построил город Трапезунт. Ещё одной карой за нечестие Ликаона, по данным некоторых античных авторов, стал Девкалионов потоп.
Жёнами Ликаона античные авторы называют Нонакрию, Киллену, нимфу Неиду. Источники содержат несколько списков сыновей Ликаона, составленные Псевдо-Аполлодором, Дионисием Галикарнасским, Павсанием, Плутархом, и совпадают они далеко не полностью: в общей сложности есть около 70 имён, большая часть которых связана с конкретными топонимами Аркадии. В мифах фигурируют и две дочери Ликаона: Дия, родившая от Аполлона героя Дриопа, и Каллисто — возлюбленная Зевса, мать Аркада.

## В культуре
Ликаон стал заглавным персонажем трагедий Ксенокла Старшего и Астидаманта. Он фигурирует в поэме Овидия «Метаморфозы».